# فرانتس دانتزی
فرانتس (ایگناتس) دانتزی (به آلمانی: Franz (Ignaz) Danzi)‏ (۱۵ ژوئن ۱۷۶۳ – ۱۳ آوریل ۱۸۲۶) نوازندهٔ ویولنسل، آهنگساز، و رهبر ارکستر اهل آلمان با تبارِ ایتالیایی بود.
دانتزی در شهرِ شوتسینگن آلمان به دنیا آمد و در شهرهای مانهایم، مونیخ، اشتوتگارت، و کارلسروهه به فعالیت پرداخت. او در کارلسروهه درگذشت. پدرش، اینوتسِنتس دانتزی ‏(۱۷۳۰–۱۷۹۸)، زادهٔ ایتالیا، نوازندهٔ ویولنسل بود. خواهر بزرگ‌ترش، فرانچِسکا لِبورن ‏(۱۷۵۶–۱۷۹۱)، خواننده‌ای بسیار معروف و او نیز آهنگساز بود.
دانتزی از معاصرانِ لودویگ فان بتهوون، آهنگساز بزرگ آلمانی بود.
او در انواع فرم‌های موسیقی قطعاتی ساخت.
کارل ماریا فون وِبِر (۱۷۸۶–۱۸۲۶)، آهنگساز آلمانی، در جوانی نزدِ دانتزی آموزش دید. دانتزی از طرفداران و مشوقان موسیقی وِبِر بود.